# Josef Wenzel Radetzky von Radetz
Johann Josef Wenzel Anton Franz Karl Graf Radetzky von Radetz (tjekkisk: Jan Josef Václav hrabě Radecký z Radče) (født 2. november 1766 i Třebnice, død 5. januar 1858 i Milano) var en böhmisk adelsmand og østrigsk feltmarskal, udødeliggjort af Johann Strauss d.æ. i hans Radetzkymarch. Han var Østrigs mest betydelige hærfører i første halvdel af det 19. århundrede. Feltmarskalk Radetzky tjenestgjorde i militæret i over 70 år til sin død 91 år gammel. Militært er han kendt for sejren i slaget ved Novara (1849), som han vandt 23. marts 1849.